# همفري ميتشيل
همفري ميتشيل هو نقابي وسياسي كندي، ولد في 9 سبتمبر 1894، وتوفي في 1 أغسطس 1950. حزبياً، نشط في الحزب الليبرالي الكندي. وقد انتخب عضو مجلس العموم الكندي.